# Horusický rybník
Horusický rybník (deutsch Horusitzer Teich) ist ein Teich in Tschechien. Gemessen an der Wasserfläche ist er nach dem Rosenberg-Weiher der zweitgrößte Teich des Landes; an Katasterfläche wird er außerdem noch vom Bezdrev übertroffen. Er liegt im Wittingauer Becken, 3–5 Kilometer südwestlich der Stadt Veselí nad Lužnicí, und gehört zum Okres Tábor. Auf seiner Nordseite verläuft die Straße E55 und die Eisenbahnstrecke 220 von Prag nach České Budějovice.
Sein Damm ist 730 Meter lang, 11 Meter hoch und mit alten Eichen bewachsen. Über den Damm führt die Straße Nr. 24 von Veselí nad Lužnicí nach Třeboň. Vor dem Damm befindet sich mit sechs Metern die tiefste Stelle des Teiches; ansonsten ist er mit durchschnittlich 1,6 Metern sehr flach, was sich günstig auf die Fischzucht auswirkt. Die Wasserfläche liegt in einer Höhe von 416 m n.m. und hat eine Ausdehnung von 415 Hektar; die Katasterfläche beträgt 438 Hektar, das Volumen 3,97 Mio. m³. Das Einzugsgebiet ist 61,5 km² groß.
Der Teich wurde in den Jahren 1511–1512 nach dem Entwurf des Rosenberger Teichbaumeisters Štěpánek Netolický an dem Bach Bukovský potok erbaut. Seinen Namen erhielt er von dem Dorf Horusice – heute ein Teil der Stadt Veselí nad Lužnicí –, das an seinem Nordufer liegt. Horusický rybník ist der letzte Teich am Goldenen Kanal, der die Fischteiche des Wittingauer Beckens verbindet und mit Frischwasser versorgt. Einen knappen Kilometer weiter mündet der Kanal in die Lainsitz.

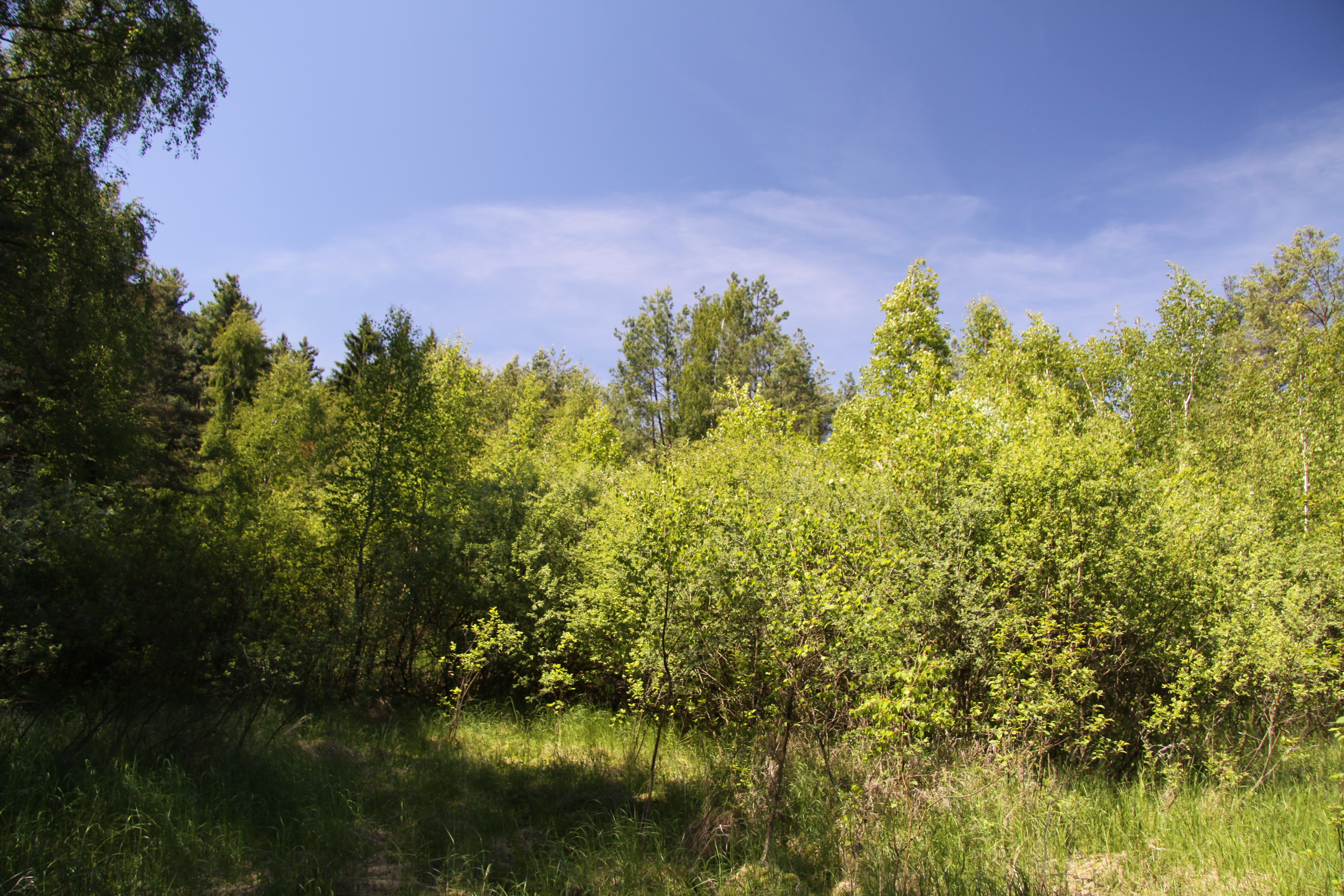
Nationales Naturreservat Ruda

Horusický rybník ist einer der ertragreichsten Fischteiche Tschechiens. 2009 brachte er einen Ertrag von 300 Tonnen Fisch, hauptsächlich Karpfen. Darüber hinaus handelt es sich um ein ökologisch wertvolles Gebiet. Der Teich dient als Brut- und Rastplatz für Wasservögel, im Winter können hier Seeadler beobachtet werden. Zwischen dem südöstlichen Ufer des Teiches und dem Goldenen Kanal liegt das Nationale Naturreservat Ruda, ein großes Quellmoor. In dem Moor wurde im 19. Jahrhundert Eisen und bis zur Mitte des 20. Jahrhunderts Torf gewonnen. Seit 1950 steht es wegen seiner borealen Relikt-Vegetation unter Naturschutz, gegenwärtig auf 14,65 Hektar (Stand 2009). Seit dem Ende des Torfabbaus wird es der natürlichen Entwicklung überlassen, menschliche Eingriffe beschränken sich auf die Beseitigung der Sukzession. Im westlichen Teil befindet sich das 54 Hektar große Naturreservat Horusická blata, der Rest eines einst ebenfalls ausgedehnten Quellmoores, das bei der Anlage des Teiches größtenteils überflutet wurde.